# ImageMovers
ImageMovers (dawniej South Side Amusement Company) – amerykańska niezależna wytwórnia filmowa założona w 1984 przez reżysera Roberta Zemeckisa. Wytwórnia ta wyprodukowała takie filmy jak m.in. Cast Away: Poza światem czy Ostatnie wakacje oraz filmy animowane, np. Straszny dom.
Przechodząc do Disneya w 2007 nazwa wytwórni została zmieniona na ImageMovers Digital.

## Filmy
- Co kryje prawda (2000), dystrybucja DreamWorks (USA i Kanada) i 20th Century Fox (pozostałe państwa)
- Cast Away: Poza światem (2000), dystrybucja 20th Century Fox (USA i Kanada) i DreamWorks (pozostałe państwa)
- Naciągacze (2003), dystrybucja Warner Bros.
- Ekspres polarny (2004), dystrybucja Warner Bros.
- Zwyciężczyni z Ohio (2005), dystrybucja DreamWorks i Go Fish Pictures
- Ostatnie wakacje (2006), Paramount Pictures
- Straszny dom (2006), dystrybucja Columbia Pictures
- Beowulf (2007), dystrybucja Paramount Pictures (USA) i Warner Bros. (pozostałe państwa)